# جيري برادي
جيري برادي (بالإنجليزية: Jerry Brady)‏ هو شخصية أعمال ومستكشف وسياسي أمريكي، ولد في 20 مارس 1936 في بويسي في الولايات المتحدة. حزبياً، نشط في الحزب الديمقراطي.

## وصلات خارجية
- الموقع الرسمي

لم يتم العثور على روابط لمواقع التواصل الاجتماعي.